# Trabajo clandestino
Trabajo clandestino es una película inglesa, escrita y dirigida en 1982 por el director polaco Jerzy Skolimowski e interpretada en el papel principal por Jeremy Irons.

## Argumento
Cuatro obreros polacos llegan a Inglaterra en diciembre de 1981, con un visado turístico de un mes cuando su verdadera intención es realizar un trabajo de dos meses de duración. Nowak (Jeremy Irons), el único de los cuatro que habla inglés, se entera por la televisión de que en Polonia, debido a las protestas del sindicato Solidaridad, se ha declarado el estado de excepción, pero decide no contárselo a sus compañeros. En la película se narra el desarraigo de los protagonistas polacos, que se hallan en situación ilegal en la Gran Bretaña.

## Reparto
- Jeremy Irons, como Nowak.
- Eugene Lipinski, como Banaszak.
- Jirí Stanislav, como Wolski.
- Eugeniusz Haczkiewicz, como Kudaj.
- Edward Arthur, como el oficial de Inmigración.
- Denis Holmes, como un vecino.
- Renu Setna, como Junk, el dueño de la tienda.
- David Calder, como el gerente del supermercado
- Judy Gridley, como el supervisor del supermercado.
- Claire Toeman, como la cajera.

## Premios
Obtuvo el premio al mejor guion en el Festival de Cannes de 1982
- Datos: Q2364520